# Ceryx longipes
Ceryx longipes är en fjärilsart som beskrevs av Herrich-Schäffer 1855. Ceryx longipes ingår i släktet Ceryx och familjen björnspinnare. Inga underarter finns listade i Catalogue of Life.